# Mazār-e Bī Ābeh
Mazār-e Bī Ābeh (persiska: مزار بی آبه, Mazār-e Bī Āb) är en ort i Iran.   Den ligger i provinsen Khorasan, i den nordöstra delen av landet, 800 km öster om huvudstaden Teheran. Mazār-e Bī Ābeh ligger 1 616 meter över havet och antalet invånare är 117.
Terrängen runt Mazār-e Bī Ābeh är varierad, och sluttar norrut. Runt Mazār-e Bī Ābeh är det ganska glesbefolkat, med 25 invånare per kvadratkilometer. Närmaste större samhälle är Qalandarābād, 8,5 km norr om Mazār-e Bī Ābeh. Trakten runt Mazār-e Bī Ābeh består i huvudsak av gräsmarker.